# كيفن ديلون (لاعب كرة قدم)
كيفن ديلون (بالإنجليزية: Kevin Dillon)‏ (18 ديسمبر 1959 في المملكة المتحدة - ) هو مدرب كرة قدم ولاعب كرة قدم بريطاني في مركز الوسط. شارك مع منتخب إنجلترا تحت 21 سنة لكرة القدم. أما مع النوادي، فقد لعب مع برمنغهام سيتي وستيفيناغ بوروه ونادي بورتسموث ونادي ريدنغ ونيوكاسل يونايتد ويوفل تاون ونادي فارم تاون.

## وصلات خارجية
- كيفن ديلون على موقع قاعدة بيانات كرة القدم.إي يو (الإنجليزية)